# Royal British Legion
La Royal British Legion (RBL), parfois désignée sous le nom de British Legion ou The Legion, est un organisme de bienfaisance britannique apportant un soutien financier et social aux membres et vétérans des Forces armées britanniques, ainsi qu'à leurs familles.
Fondée en 1921 par Tom Lister comme une fusion de plusieurs autres organisations, l'association est connue pour l'usage du coquelicot dans sa communication.